# Mahsati (cratère)
Mahsati est un cratère d'impact à la surface de Mercure. 
Le cratère a ainsi été nommé par l'Union astronomique internationale le 7 février 2025 en hommage à la poétesse médiévale de langue persane Mahsati Ganjavi.
Son diamètre est de 79 km. Il se situe dans le Quadrangle de Raditladi (quadrangle H-4) de Mercure.